# Treptow-Köpenick
För andra betydelser, se Treptow (olika betydelser).
Treptow-Köpenick är ett stadsdelsområde (Bezirk) i sydöstra Berlin, med 243 825 invånare (2011). Stadsdelsområdet är det största till ytan av Berlins stadsdelsområden.

## Beskrivning
Stadsdelsområdet skapades 1 januari 2001 genom sammanslagning av de tidigare stadsdelsområdena Treptow och Köpenick. Andelen naturområden (vattenytor, skog, parkanläggningar) är med ungefär 80 procent störst för Berlin. Stadsdelsområdet har med Adlergestell som är 11,9 km lång Berlins längsta gata. Treptowers vid floden Spree nära gränsen till stadsdelsområdet Friedrichshain-Kreuzberg är Berlins högsta kontorsbyggnad.

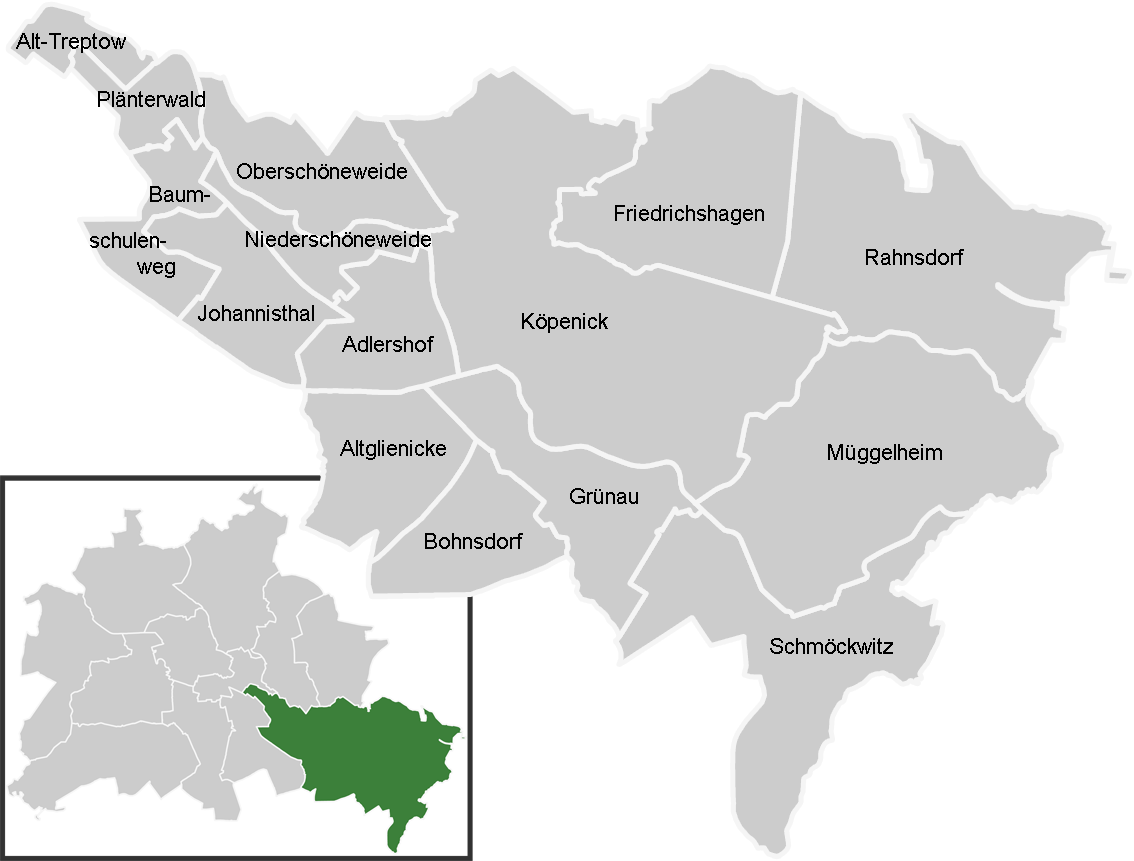
Stadsdelar i Treptow-Köpenick

Treptow-Köpenick utgörs av 15 stadsdelar:
- Alt-Treptow
- Plänterwald
- Baumschulenweg
- Johannisthal
- Niederschöneweide
- Altglienicke
- Adlershof
- Bohnsdorf
- Oberschöneweide
- Köpenick
- Friedrichshagen
- Rahnsdorf
- Grünau
- Müggelheim
- Schmöckwitz

## Politik
Vid valet i september 2011 fick SPD 29,7 %, Die Linke 23,7 %, CDU 15,4 %, Die Grünen 10,9 %, Piratpartiet 9,2 % och NPD 4,5 % av rösterna.

Partier i stadsdelsområdets parlament 2016